# Sipos Pál (szerkesztő)
Sipos Pál (Budapest, 1958. május 22. –) tanár, televíziós szerkesztő

## Életútja
1976-ban érettségizett ELTE Ságvári Endre Gyakorló Iskolában (ma: ELTE Trefort Ágoston Gyakorló Gimnázium). Az érettségi évében az Országos Középiskolai Tanulmányi Versenyen (OKTV) magyar nyelv és irodalomból 9., angolból pedig 10. helyezést ért el.
Budapesten, az Eötvös Loránd Tudományegyetemen (ELTE) szerzett 1982-ben magyar-angol szakos tanári diplomát. 1988-ig az MTA Nyelvtudományi Intézetének tudományos munkatársa volt, egyidejűleg szociolingvisztikát és nyelvtörténetet tanított az ELTE-n, valamint magyar nyelv és irodalmat alma materében, a Ságvári Endre Gyakorló Iskolában.
1989-1991-ben az Magyar Televízió (MTV) külsős munkatársa, 1992-től a Belpolitikai Főszerkesztőség főmunkatársa, 1994-től a Tudományos, Oktatási és Ismeretterjesztő Stúdió vezetője, 1998-tól MTV 2. csatorna főszerkesztője. 1999-2002 között (szellemi szabadfogalkozásúként) a TV2 kereskedelmi televízió műsorkészítője, 2002-től az MTV A Hét című műsorának szerkesztője, 2003-tól az MTV Művelődési főszerkesztője, 2005-től a Kulturális Főszerkesztőség főszerkesztője. 2006-ban a Magyar Köztársasági Érdemrend Lovagkeresztjével tüntették ki "a Nagy Könyv című televíziós műsor létrehozása érdekében végzett munkája, sokirányú kulturális tevékenysége elismeréseként". A 2010-es években (2014-ig) tanított a Budapesti Kommunikációs Főiskola mozgóképművész szakán.

## Pedofil vádak
1982-től nyári táborokat szervezett iskolás gyermekek részére Szendrőn ("Epipo-táborok"). A rábízott gyerekekkel való szexuális játékai miatt egy felháborodott szülő választás elé állította, hogy feljelentik őt, vagy végleg el kell tűnnie a gyerekek közeléből. Feljelentés helyett a középiskolai tanítás és a táborok szervezésének befejezését választotta 1989-ben.
Sipos az ellene felhozott vádakat elismerte.
2014. július 9-én Magyari Péter a 444.hu-n számolt be visszaéléseiről, majd 2020-ban Oláh Judit egykori táborozó készített erről dokumentumfilmet Visszatérés Epipóba címmel, melyet az HBO-n mutattak be.
Sipos egy időben badacsonytomaji házába húzódott vissza, majd botránya kipattanása után – úgy tudni – Barcelonába menekült. 
A Sipossal összefüggésbe hozott ügyekben bírósági felelősségre vonás nem történt, mára pedig azok már elévülési időn kívül esnek.
Botránya kipattanása után 2014-ben az MTV Nonprofit Zrt. visszahívta az MTV Örökös Tag Alapítvány kuratóriumából.